# Nikolaj Razgonov
Nikolaj Razgonov (in russo Николай Иванович Разгонов?, in ucraino Микола Разгонов?, Mykola Razhonov; 16 gennaio 1964) è un ex velocista sovietico, dal 1991 ucraino.

## Palmarès

### Europei indoor
- 2 medaglie:
  - 1 oro (Budapest 1988 nei 200 metri piani)
  - 1 bronzo (Madrid 1986 nei 200 metri piani)